# Münsingen, Bern
Münsingen är en ort och kommun i distriktet Bern-Mittelland i kantonen Bern, Schweiz. Kommunen har 13 113 invånare (2023).
Den 1 januari 2013 inkorporerades kommunen Trimstein och 1 januari 2017 inkorporerades kommunen Tägertschi.